# Амадей VII Савойски
Вижте пояснителната страница за други личности с името Амадей Савойски.
Амадей VII Савойски, наречен Червеният граф (на италиански: Amedeo VII di Savoia detto il Conte Rosso; * 24 февруари 1360, замък на Авиляна или на Шамбери, Савойско графство; † 1 ноември 1391, замък на Рипаля до Тонон, Франция), е 18-ти граф на Савоя, граф на Аоста, на Мориен и на Ница (1383 – 1391).
Според френския историк Жан Фрезе Амадей е наречен „Червения граф“ заради цвета на косата си. Според други той започва да се нарича така, защото през 1383 г., ангажиран във Фландрия във военна кампания в защита на херцога на Бургундия, при новината за раждането на първородния си син, той изоставя траура за смъртта на баща си в полза на червените празнични дрехи.

## Произход
Амадей VII, според френския историк Самюел Гишенон, е най-големият син на Амадей VI, Зеления граф (* 1334, † 1383), граф на Савоя, на Аоста и Мориен, и на съпругата му Бона дьо Бурбон (* ок. 1341, † 1402 или 1403). Негови дядо и баба по бащина линия са Аймон Савойски Мирният, граф на Савоя, на Аоста и на Морен, и Йоланда Палеологина, а по майчина – вторият херцог на Бурбон Пиер I дьо Бурбон и френската принцеса Изабела дьо Валоа, сестра на краля на Франция Филип VI. Има един брат Лудвиг (* 1362, † 1365).

## Биография

### Начални години
Мястото, където е роден Амадей, не е сигурно, тъй като Жан Фрезе споменава замъка на Авиляна, докато според други това е замъкът на Шамбери. От родното му място – замъкът на Авиляна, са останали само руините на външните стени и една кула, достъпни само пеша от стария исторически център.
През 1379 г. баща му го прави господар на Бес, където според френския историк Виктор Флур дьо Сен-Жени той придобива първия си военен опит, биейки се срещу някои благородници, отказали да отдадат феодална почит на неговия баща.
През 1379 г. във Фландрия има въстание срещу графа на Фландрия, Невер и Ретел Лодевейк II, който трябва да намери убежище в Лил и през 1382 г. иска помощ от своя зет, новият херцог на Бургундия Филип II и от новия крал на Франция Шарл VI „Възлюбения“. Амадей VII се присъединява към Шарл VI със 700 рицари, където се отличава в битката при Розбеке на 27 ноември 1382 г., където фламандските бунтовници са победени.
Връщайки се от Фландрия през 1383 г., Амадей трябва да се изправи пред въстание във Вале, подклаждано от Висконти. През същата година баща му Амадей VI се притичва на помощ на краля на Неапол Луи II дьо Валоа-Анжуйски, но умира от чума на 1 март 1383 г. В завещанието му от 27 февруари 1383 г., съставено преди смъртта му, той обявява за свой наследник сина си Амадей под опеката на съпругата си Бона.

### Политика
Когато идва на власт, първоначално оставя властта на майка си, вече свикнала да управлява държавата по време на дългите отсъствия на съпруга си за войни и политически мисии (Амадей VI е смятан за един от най-великите бойци на своето време и и неговият син не му отстъпва). Амадей VII се възкачва на трона на държава, засегната от сериозни икономически проблеми: постоянните войни на баща му са пресушили финансите на държавата. Той трябва да работи усилено, за да получи необходимите средства за начинанията, които замисля.
Още от възкачването си на трона той трябва да се изправи срещу бунтовните графове на Канавезе и Монфератците, все по-могъщи и нападателни (те прогонват Висконти от Асти и Алба през предишните години, а сега открито заплашват Савоя). Джан Галеацо Висконти също е притеснен, но Амадей успява умело да сключи пакт за ненападение, също благодарение на майката на Джан Галеацо, Бианка Савойска, леля на Амадей.
Други опасения идват от император Вацлав IV, който е потвърдил инвеститурата на неговите феоди, но, който в сложната европейска рамка на Великата западна схизма застава на страната на Урбан VI, нарежда на Червения граф да изостави каузата на неговия съперник антипапа Климент VII. Амадей не може да се преклони пред императорската воля и по икономически причини: Климент е обещал на графа заплащане, равно на 4000 флорина върху десятъците на Църквата в Пиемонт. Амадей сменя темата и нещата се успокояват. Освен това той прави това, понеже има амбициозен проект, който го занимава: призивът на крал Шарл VI за война срещу англичаните, който крал възнамерява да дебаркира директно на английска земя. Начинанието така и не се осъществява, разколебано от Херцога на Бери, но Червеният граф успява да бъде забелязан през периода, който прекарва във френския лагер в Еклюз: той губи огромни суми на хазарт, които си възвръща трудно и след дълго молби. Той освен това успява да накара дъщерята на Херцога на Бургундия да се сгоди за сина му Амадей. Част от зестрата на младата жена, 100 000 флорина, е използвана за изплащане на дълговете му от хазарт.
Връщайки се от Еклюз, Амадей VII се оказва въвлечен в т. нар. въстание на Тукините – групи селяни, които, демонстрирайки срещу местните господари, са защитаваи от маркиза на Монферат Теодор II и от Висконти. Когато прочутият кондотиер Фачино Кане също се притичва на помощ на монфератците, Амадей VII решава, че е дошъл моментът да се сблъска с Джан Галеацо Висконти. Но и у двете страни няма признаци, че искат да атакуват първи: аферата продължава и Джан Галеацо решава да предложи мир. Причината за избора му е, че дъщеря му Валентина Висконти трябва да се сгоди за брата на Шарл VI и за да стигне до него, трябва да премине през савойските земи. След възходи и падения Валентина навлиза в земите на Червения граф на 1 юли 1389 г.

### Излаз на море
В своите проекти Амадей VII вижда основната си цел: излазът на море. Той наблюдава океана по време на периода си на Еклюз, когато Шарл VI напразно се опитва да атакува Англия. Благодарение на превземането на Кунео от баща му той успява да проникне в Прованс, където се бият Луи II Валоа-Анжуйски и Анжуйците-Драч. Последните от години обещават да изплатят сумите, ангажирани от Амадей VI в начинанието, в което той умира, за да защити Кралство Неапол, но тези суми никога не са върнати. Вследствие на това, като погасяване на този дълг Амадей VII окупира и анексира Ница (мечтания излаз на море), Вентимиля и Барселонет. Както Луи II Валоа-Анжуйски, така и Ладислав Анжуйски-Драч приемат анексирането и император Вацлав IV номинира Амадей VII за господар на тези територии. Джовани Грималди, назначен за велик сенешал на град Ница от неаполитанците, е принуден да подпише акт, в който Ница е отстъпена на Пиемонт. Амадей VII влиза в Ница на 28 септември 1388 г.: след обичайните тържества той назначава Грималди за савойски управители на града и господари на различни съседни владения.

### Смърт
Към края на октомври 1391 г. Червеният граф се завръща в Рипаля и насочва вниманието си към района на Верчели, където има кърваво въстание. Той моли Джан Галеацо Висконти да не се меси повече в държавните му дела и решава, че бързо ще потуши протеста. Но по време на лов на дива свиня в имението Рипаля той наранява крака си след падане от подплашения си кон. Въпреки че раната е сериозна, тя първоначално не изглежда смъртоносна. Въпреки това той развива тетанус и умира три дни по-късно само на 32 години. Дори и без доказателства веднага тръгва слух, че е бил отровен от лекаря Жан дьо Гранвил и от фармацевта Пиер дьо Лопнези.
Преди смъртта си Амадей VII пише завещание, в което определя сина си Амадей за свой наследник, но юздите на държавата ще се държат от неговата баба Бона дьо Бурбон – регентка заедно с Луи III дьо Косоне, господар на Косоне. Той също така оставя имоти на дъщеря си Бона и на съпругата си Бона дьо Бери, и иска да бъде погребан в Абатство Откомб, където лежи и баща му. Около век по-късно херцог Емануил Филиберт Савойски пренася праха му, заедно с този на сина му Амадей VIII, в Параклиса на Торинската плащеница.
След смъртта на Амадей VII дворът на феодалите е разделен на две партии: едната подкрепя Бона дьо Бурбон с двор в Шамбери, а другата – майката на новия граф, Бона дьо Бери, с двор в Монмелиан. Гражданската война е избегната благодарение на намесата на краля на Франция Шарл VI и завършва с потвърждаването на регентството на Бона дьо Бурбон. Вдовицата му Бона дьо Бери се завръща в родината си през 1393 г., на следващата година се омъжва за графа на Арманяк и на Родез Бернар VII, без никога повече да види децата си от Червения граф.

## Брак и потомство
∞ 7 май 1372 (договор), 18 януари 1377 в Париж за пряката племенница на френския крал Жан II Добрия, Бона дьо Бери, трета дъщеря на херцога на Бери и Оверн и граф на Поатие и Монпансие, Жан дьо Бери и на първата му съпруга Жана д’Арманяк. Бона пристига в Савоя едва през 1381 г. По-късно е наречена Мадам ла Жюн (Младата мадам), за да я разграничават от свекърва ѝ Бона дьо Бурбон, известна като Мадам Гранд. Амадей VII има от нея един син и две дъщери:
- Амадей VIII Савойски Миролюбиви (* 4 септември 1383, Шамбери; † 7 януари 1451, Женева), 19-и граф на Савоя от 1391 г. и херцог на Савоя от 1416 г. По-късно като Феликс V е последният католически антипапа (1439 – 1449); ∞ за Мария Бургундска[29] (* 1386, † 1422 или 1428), дъщеря на херцог Филип II Бургундски, от която има пет сина и четири дъщери
- Бона Савойска (* 11 октомври 1388, † 4 март 1432, замък Ступиниджи), чрез брак господарка на Пиемонт; ∞ 1403 за Лудвиг Савойски-Ахая (* 1364, †1418), господар (синьор) на Пиемонт и титулярен княз на Ахая (1402 – 1418), от когото няма деца.
- Йоанна Савойска (* 16 август 1392, Шамбери; † януари 1460, Казале Монферато), чрез брак маркграфиня на Монферат; ∞ 1411 за Джан Джакомо Палеолог (* 1395, † 1445), маркграф на Монферат, от когото има пет сина и две дъщери.

Има и две извънбрачни деца:
От любовницата си Франсоаз Арно има един син:
- Хумберт Савойски (* 1379, † 1443), граф на Ромон

От любовницата си Антоанет Шалве има една дъщеря:
- Жанет Савойска (* 1381, † сл. 1405), ∞ за Андре дьо Гларен.

### Първични източници
- (LA) Rerum Italicarum scriptores. Tomus XI
- (LA) (FR) Preuves de l'Histoire généalogique de la royale maison de Savoie, justifiée par titres, ..par Guichenon, Samuel
- (FR) Chronique parisienne anonyme du XIVe siècle

### Историографска литература
- (IT) Romolo Caggese, Italia, 1313-1414, cap. VII, vol. VI (Declino dell'impero e del papato e sviluppo degli stati nazionali), Storia del Mondo Medievale, 1999, с. 297 – 331
- (IT) A. Coville, "Francia: armagnacchi e borgognoni (1380-1422)", cap. XVII, vol. VI (Declino dell'impero e del papato e sviluppo degli stati nazionali) della Storia del Mondo Medievale, 1980, с. 642 – 672
- (IT) Henry Pirenne, "I Paesi Bassi", cap. XII, vol. VII (L'autunno del Medioevo e la nascita del mondo moderno) della Storia del Mondo Medievale, 1981, с. 411 – 444
- (FR) Histoire de Savoie, d'après les documents originaux,... par Victor ... Flour de Saint-Genis. Tome 1
- (FR) Histoire généalogique de la royale maison de Savoie, justifiée par titres, ..par Guichenon, Samuel
- (FR) Histoire de la Maison de Savoie
- (FR) Titres de la maison ducale de Bourbon
- (FR) Histoire généalogique des ducs de Bourgogne de la maison de France
- (FR) Documens historiques et généalogiques sur les familles et les hommes remarquables du Rouergue
- Maria Josè di Savoia, Amedeo VI Amedeo VII, prefazione di Benedetto Croce, Mondadori, Milano 2001

### Други
- (EN) COMTES de SAVOIE et de MAURIENNE 1060 – 1417 – AMEDEE de Savoie, на fmg.ac, Foundation for Medieval Genealogy. Посетено на 23 юни 2023 г.
- (EN) Savoy 2 – Amedeo VII "il Conte Rosso = the Red Count", на genealogy.euweb.cz, Genealogy. Посетено на 23 юни 2023 г.
- (IT) Francesco Cognasso, AMEDEO VII, conte di Savoia, в Enciclopedia Italiana, Istituto dell'Enciclopedia Italiana, 1929. Посетено на 23 юни 2023 г.
- (IT) Francesco Cognasso, AMEDEO VII, conte di Savoia, в Dizionario biografico degli italiani, vol. 2, Istituto dell'Enciclopedia Italiana, 1960. Посетено на 23 юни 2023 г.
- (IT, DE, FR) Amedeo VII di Savoia, su hls-dhs-dss.ch, Dizionario storico della Svizzera. Посетено на 23 юни 2023 г.
- (EN) Amedeo VII di Savoia, в Enciclopedia Britannica. Посетено на 23 юни 2023 г.